# Meiji

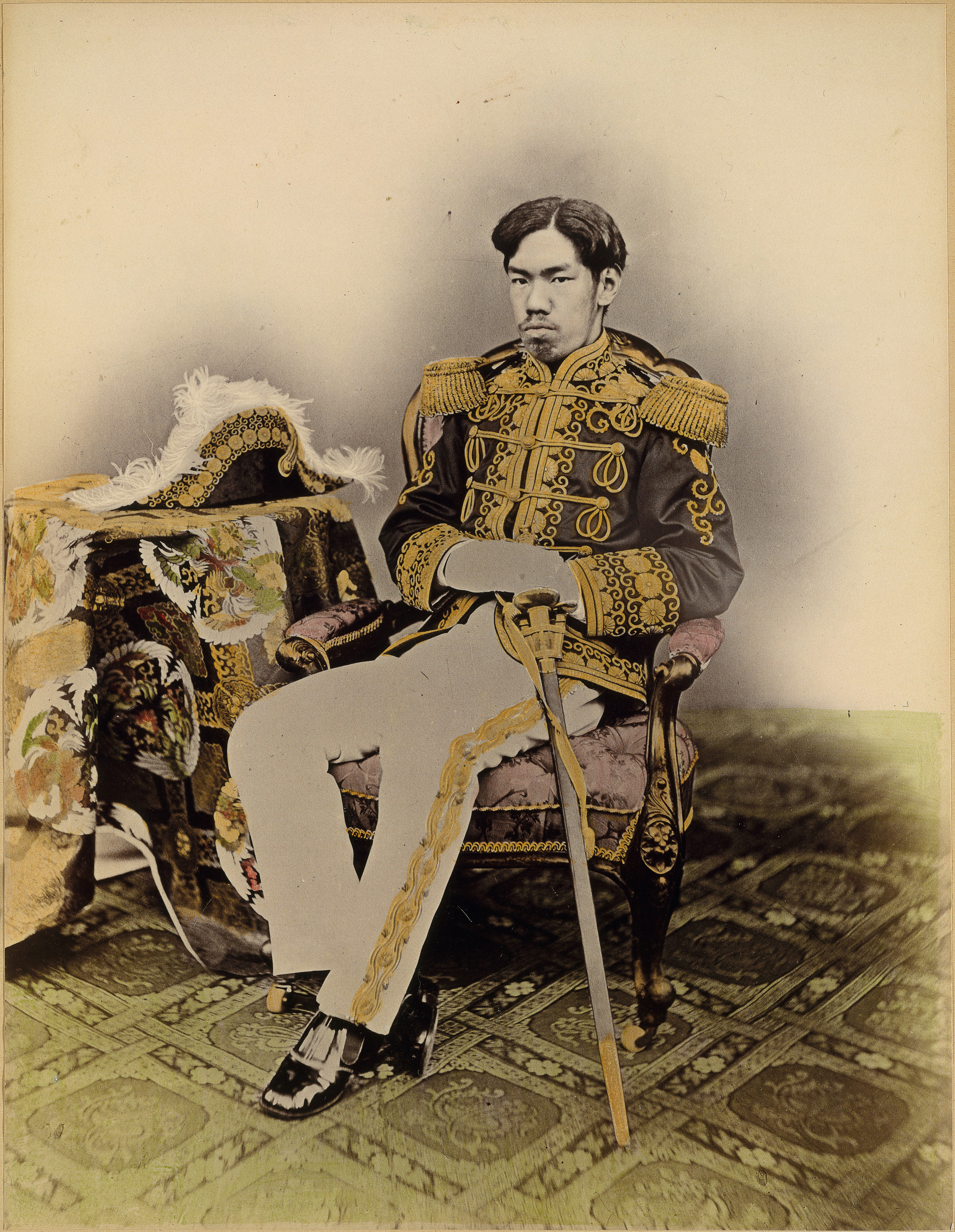
Meiji-tennō, 1873

Meiji (anhörenⓘ, jap. 明治天皇 Meiji-tennō; * 3. November 1852 in Kyōto; † 30. Juli 1912 in Tokio) ist der gemäß seiner Regierungsdevise (Nengō) Meiji (明治 „aufgeklärte Herrschaft“) postum gebräuchliche Name des 122. Tennō von Japan, der mit Eigennamen Mutsuhito (睦仁) hieß. Wie in Japan üblich, wurde der Kaiser zu Lebzeiten nicht mit einem persönlichen Namen, sondern mit den Ausdrücken tennō heika (天皇陛下 „kaiserliche Majestät“) oder kinjō heika (今上陛下 „Seine gegenwärtige Majestät“) bezeichnet. Er herrschte vom 3. Februar 1867 bis zu seinem Tod. Seine Regierungszeit, während der in Japan grundlegende Veränderungen vollzogen wurden, trägt den Namen Meiji-Zeit.

## Leben

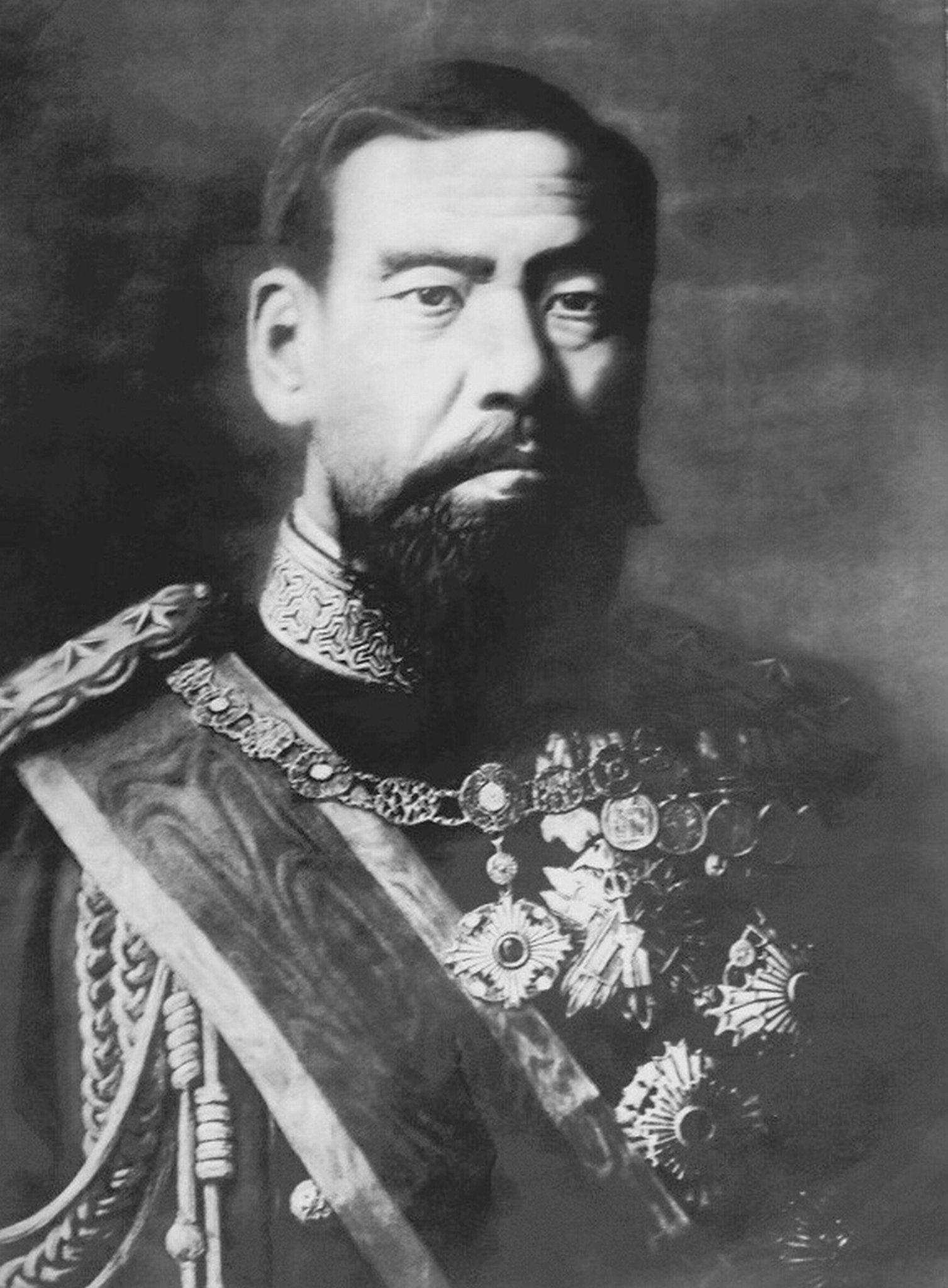
Meiji-tennō, 1890er Jahre

Mutsuhito wurde als Sohn der Konkubine Nakayama Yoshiko geboren. Zur damaligen Zeit war es in Japan üblich, Kinder von Konkubinen als offizielles Kind der Kaisergemahlin anzuerkennen. Seine wahre Abstammung wurde daher der Öffentlichkeit gegenüber verschwiegen. Im Alter von acht Jahren wurde er zum Kronprinzen von Japan ernannt.
Im Alter von 14 Jahren folgte er am 3. Februar 1867 seinem Vater, Kōmei-tennō, auf den Thron. Dieser starb am 30. Januar 1867 an Pocken.
Die Tozama Daimyō und der Hofadel unter Führung Iwakura Tomomis setzten sich für eine Wiederherstellung der politischen Macht des Kaisertums unter dem Schlagwort „Ehret den Kaiser, vertreibt die Barbaren!“ (Sonnō jōi) ein. In einem Staatsstreich zwangen sie den seit 1865 regierenden Shōgun Tokugawa Yoshinobu (1837–1913) aus der Dynastie der Tokugawa nach nur zwei Herrschaftsjahren am 9. November 1867 zur Aufgabe. Yoshinobu widerrief dies Anfang 1868, wurde aber in der Schlacht von Toba-Fushimi vom 27. Januar bis 31. Januar 1868 (südlich von Kyōto) trotz zahlenmäßiger Überlegenheit vernichtend geschlagen und dankte endgültig ab. Die siegreiche Seite verhalf dem jugendlichen Mutsuhito zu seinen vollen Rechten als Staatsoberhaupt.

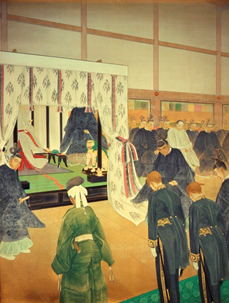
Empfang von Dirk de Graeff van Polsbroek und Léon Roches bei Kaiser Meiji

Im Namen und mit Unterstützung Mutsuhitos leitete eine neue, mehr westlich orientierte Oberklasse die als Meiji-Restauration bezeichnete Ablösung der Samurai und Modernisierung des Landes ein. Am 23. März 1868 empfing der Kaiser den niederländischen Diplomaten Dirk de Graeff van Polsbroek sowie den französischen Diplomaten Léon Roches in Edo (nachmaliges Tokio) als erste europäische Gesandte in der japanischen Geschichte überhaupt. Diese Audienz legte den Grundstock für eine (moderne) niederländische Diplomatie in Japan. In weiterer Folge stand De Graeff van Polsbroek dem Kaiser und der Regierung bei deren Verhandlungen mit Vertretern der europäischen Großmächte als Rat zur Seite. Gleichfalls erfolgte unter Meijis Herrschaft der Aufstieg Japans zu einer Industrie- und Seemacht. Die Beamten schafften das alte Feudalsystem ab und führten öffentliche staatliche Schulen und den gregorianischen Kalender in Japan ein. 1884 wurde der Erbadel der Kazoku in fünf Stufen nach dem britischen Peerage-System unterteilt. Den größten Beitrag zur Modernisierung des Landes leistete Mutsuhito mit der Inkraftsetzung einer Verfassung im Jahre 1890. Mutsuhito verließ Kyōto und zog nach Edo. Zwar hatte der Tennō selbst nur geringe politische Macht, doch er war ein wichtiges Symbol der Einheit des Landes. Ein wichtiger Politiker war Fürst Itō Hirobumi, der 1885 der erste Premierminister von Japan wurde und dieses Amt bis 1901 insgesamt viermal bekleidete.
In die Regierungszeit Meijis fielen auch mehrere militärische Auseinandersetzungen. Während des Ersten Chinesisch-Japanischen Krieges (1894–1895), in dem China unterlag, residierte er vom September 1894 bis zum April 1895 in Hiroshima im westlichen Japan. Aus der chinesischen Kriegsentschädigung erhielt er vom Parlament eine Dotation von 20 Millionen Yen. Bei der Niederschlagung des Boxeraufstandes in China im Jahr 1900 zählte Japan zu den siegreichen Vereinigten acht Staaten. In der Folge nahmen am 21. September 1900 russische Truppen Jilin und Liaodong ein und besetzten am Ende des Monats die Mandschurei vollständig. Ihre Anwesenheit dort war ein wichtiger Faktor für den Ausbruch des Russisch-Japanischen Kriegs im Februar 1904. Am 13. Januar 1904 hatte der japanische Botschafter in St. Petersburg die Anerkennung der japanischen Vorherrschaft in Korea im Gegenzug für die Erklärung Japans, dass die Mandschurei außerhalb ihres Einflussbereichs liege, gefordert. Am 4. Februar 1904 beschloss eine vom Tennō geleitete Konferenz den Angriff. Der Japanisch-Russische Krieg endete nach einer Reihe verlustreicher Schlachten im Sommer 1905 mit der Niederlage des Russischen Kaiserreichs.
In der Folge wurde Korea japanisches Protektorat und 1910 vollständig als japanische Kolonie mit dem Namen Chōsen in das Japanische Kaiserreich durch Annexion eingegliedert. Der koreanische Kaiser Sunjong, der inzwischen Kaiser Gojong von seinem Thron abgelöst hatte, trat in diesem Vertrag alle Hoheitsrechte Koreas an den japanischen Kaiser ab. Er erhielt, wie vertraglich zugesichert, den Titel eines Königs, allerdings ohne operative und administrative Rechte. Auch das restliche koreanische Herrscherhaus wurde in die japanische Kaiserfamilie mit „gegenseitigem Nachfolgerecht“ samt Heirat des späteren Kronprinzen Yi Eun mit der japanischen Prinzessin Nashimoto-no-Miya Masako integriert.
In der Regierungszeit Meijis erstarkten die teils noch heute bedeutenden japanischen Großkonzerne. Es setzte eine rasche Modernisierung der japanischen Gesellschaft ein. Unter dem Motto „Ein reiches Land durch eine starke Armee“ (富国強兵 fukoku kyōhei) und „Förderung neuer Industrie“ (殖産興業 shokusan kōgyō) durch die Meiji-Regierung war die Wirtschaft nach europäischem Stil organisiert. Die japanische Bevölkerung verdoppelte sich von 1867 (ca. 25 Millionen) bis 1912 (ca. 50 Millionen).

## Familie und Nachfolge
Seine Ehefrau Shōken, die Tochter eines Kuge (Hofadligen) konnte keine Kinder bekommen. Er hatte aber 15 Kinder mit seinen fünf adeligen Konkubinen. Nur fünf Kinder erreichten das Erwachsenenalter. Der Thronfolger Yoshihito war sein Sohn mit Yanagiwara Naruko (1859–1943), einer Konkubine. Dieser wurde als offizielles Kind der Kaisergemahlin Shōken anerkannt.
Nach dem Tod des sehr beliebten Tennōs wurde, zu einem großen Teil von Freiwilligen, ihm und seiner Gemahlin Shōken zu Ehren der Meiji-Schrein in Harajuku (Tokio) erbaut, heute einer der bekanntesten Shintō-Schreine. Der Schrein wurde nach einer Bauzeit von fünf Jahren vom 1. bis 3. November 1920 mit großen Feierlichkeiten eingeweiht. Die Baukosten betrugen 20 Millionen Yen, die größtenteils aus Spenden stammten. Bestattet wurde das Kaiserpaar in jeweils eigenen Anlagen auf dem Gelände der ehemaligen Burg Fushimi.
Sein Nachfolger wurde Yoshihito als Taishō-tennō. Dieser wurde am 3. November 1914 (dem Geburtstag seines verstorbenen Vorgängers) gekrönt.
Man forderte den Leibarzt des Tennōs nach dessen Tod auf, „sich als echten Japaner zu erweisen und Seppuku zu begehen“, weil „man sich gar nicht vorstellen könne, daß ein Arzt, der den Meiji Tenno habe sterben lassen, sich nicht schäme, auch nur noch einen Augenblick lang am Leben zu bleiben“. Der Arzt lehnte dies ab und wies in der Presse alle Schuld von sich, wobei er Details der Behandlung offenbarte: Er habe seinen Patienten „aus Gründen, die in der höfischen Etikette zu suchen seien, nicht so behandeln können, wie er es gern hätte tun wollen“. Außerdem war der Kaiser den ärztlichen Anordnungen nicht gefolgt und hatte Alkohol getrunken.

## Werke
- Kaiserliche Verse, Herbig, Berlin 1940, Waldemar Oehlkes Übertragung von Gedichten von Meiji (der deutschen Fassung Oehlkes liegen Übertragungen ins Englische und Französische zugrunde)